# 多島海

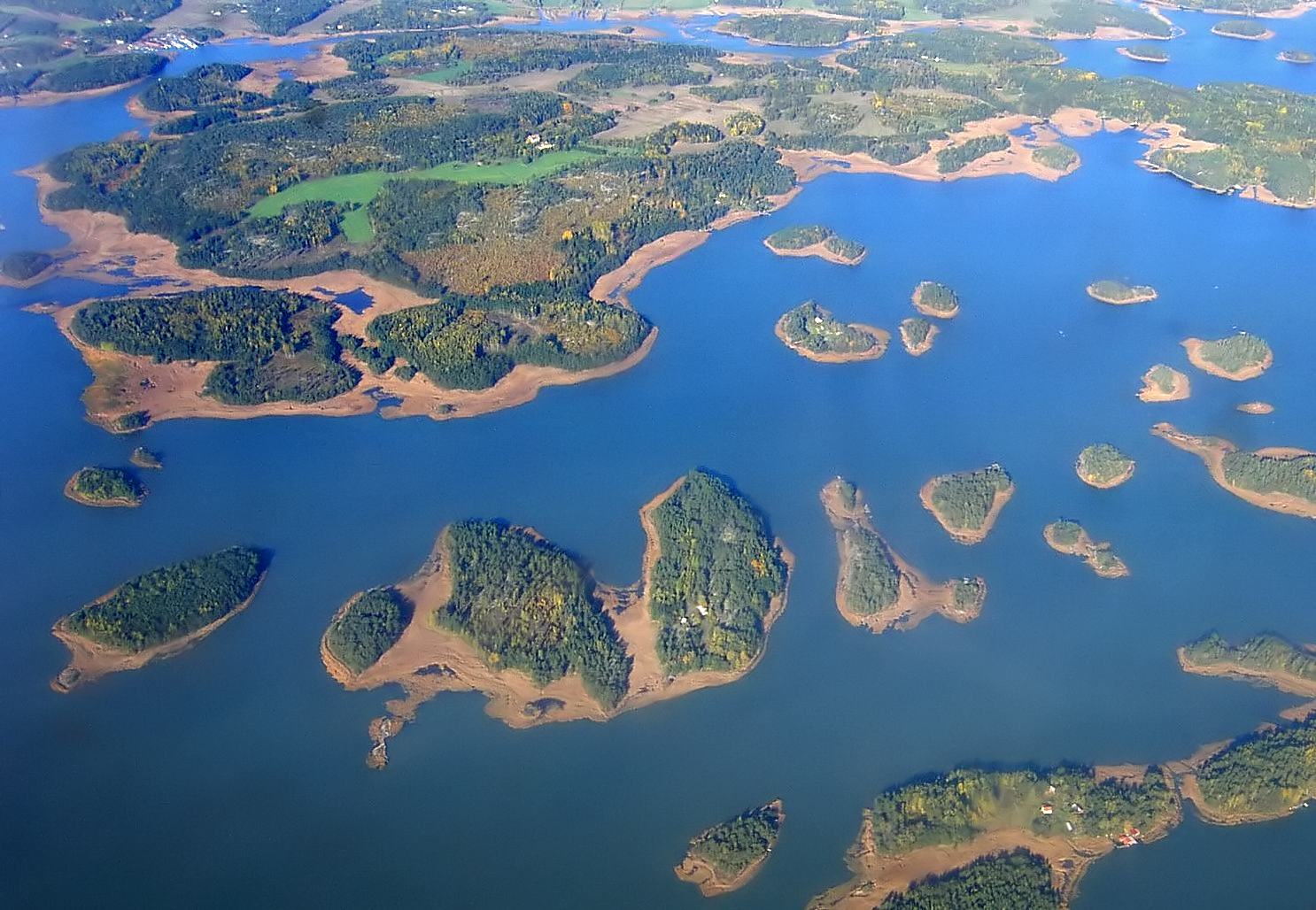
フィンランド多島海域（サーリストメリ）の一部（レンピサーリ周辺）

多島海（たとうかい）は、多数の島嶼が存在する海域である。
英語の archipelago（アーキペラゴ）に対する訳として用いられる。この語はもとは「多数の島を含む海域」すなわち多島海を意味していたが、現代ではほぼ例外なく「多数の島嶼」（諸島・列島・群島）を指す言葉となっている。

## 名称
英語の archipelago（アーキペラゴ/アーチペラゴ）は、もともとギリシア語の Arkhipélagos（Αρχιπέλαγος; ἄρχι-〈最初の〉+ πέλαγος〈海〉）、すなわちエーゲ海を指した固有名詞に由来する。かつては英語でも語頭を大文字とし定冠詞を付した the Archipelago はエーゲ海のことを指し、エーゲ海のように島の多い海域（多島海）をも意味するようになった。しかし現代英語ではアーキペラゴが「多島海」を意味する用法はごく少なく、むしろ「多数の島」（諸島・列島・群島）を指す言葉として使われる。ただ、Archipelago が固有名称に用いられる海域（あるいは群島）に「多島海」という訳が宛てられる例も稀にはある。
- エーゲ海（英: the Archipelago） - 地中海の一部
- フィンランド多島海域（芬: Saaristomeri サーリストメリ、英: Archipelago Sea） - バルト海の一部

## 地理
土地が沈降するなどして、海水が陸地に浸入してできた複雑な海岸地形を沈水海岸という。この沈水海岸において、更に沈降が進んだり、海面が上昇したりすると、かつての山地の頂上部分だけが海面に頭を出し、多くの島ができる。比較的狭い海域に集中する2つ以上の島嶼の集まりを島嶼群、大規模な島嶼群を諸島といい、諸島のうち列状に並ぶものは列島、塊状の形状をなすものは群島と呼ばれる。
このようにして多くの島々ができた海域を多島海という。ギリシャのエーゲ海をはじめ、地球上には多くの多島海が存在する。多島海で構成された国としては、インドネシア、日本、フィリピン、ニュージーランド、イギリスが挙げられる。そのうち最大の多島海がインドネシアである。

## 主な多島海

### エーゲ海

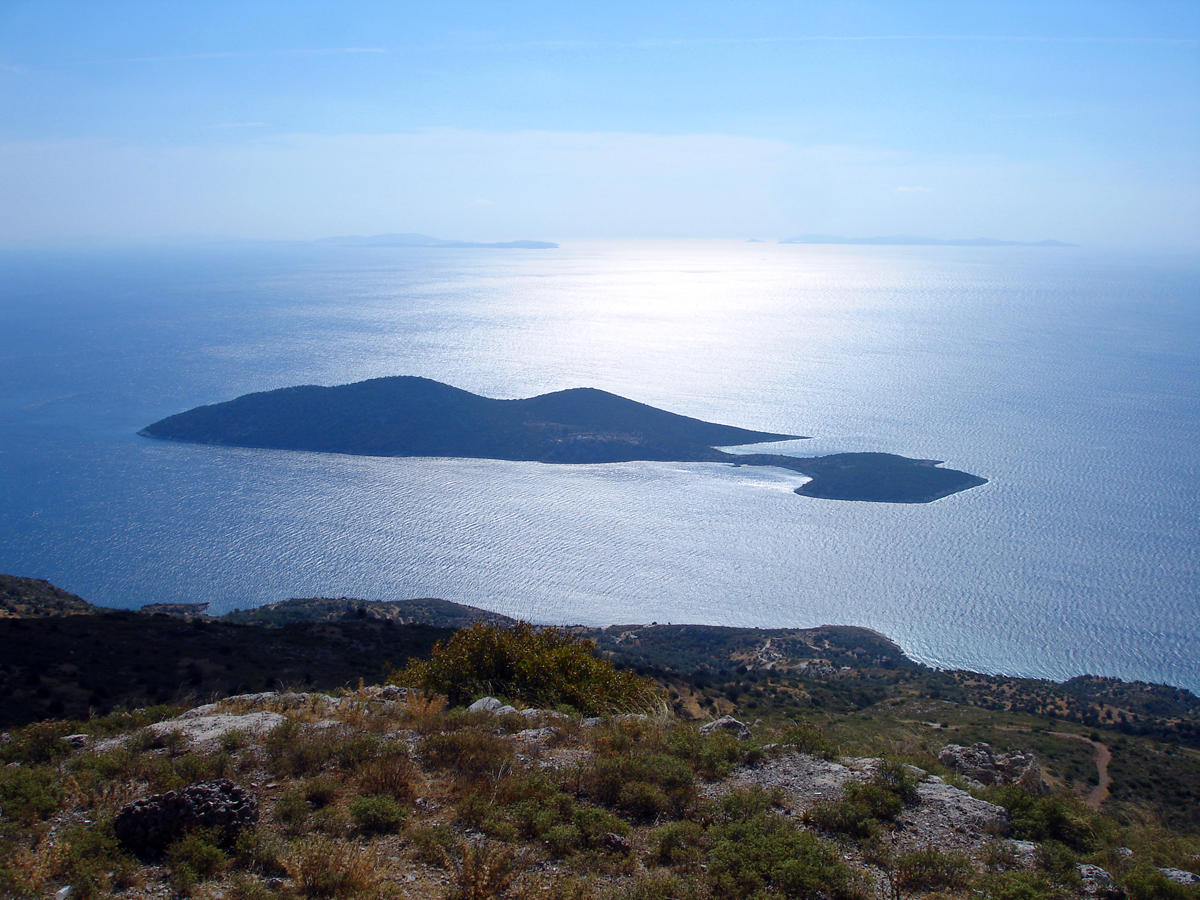
サモス島から見たサミオプラ島

エーゲ海は、地中海の東北部にある海域で、ギリシャ本土、アナトリア半島、クレタ島に囲まれ、約2,500の島々が浮かぶ。主要な島としては以下が挙げられる。
- クレタ島
- タソス島
- サモトラキ島
- レスボス島
- ヒオス島
- イカリア島
- サモス島
- スポラデス諸島: スキロス島など
- エヴィア島
- サロニカ諸島: サラミス島、エギナ島など
- キクラデス諸島: ナクソス島、アンドロス島、サントリーニ島など
- ドデカネス諸島: ロドス島、パトモス島、コス島など

### バルト海
バルト海は、ヨーロッパ大陸本土とスカンジナビア半島に囲まれた海域。海域北部にはボスニア湾、東部にフィンランド湾・リガ湾、南部にはグダニスク湾などの湾があり、多数の島を含む。後述するフィンランド沿岸を除く海域には主に以下の島々がある。
- ボーンホルム島（デンマーク）
- ゴットランド島（スウェーデン領で域内最大）
- エーランド島（スウェーデン）
- ヒーウマー島（エストニア）
- サーレマー島（エストニア）

#### フィンランド
バルト海のうちフィンランド沿岸にはサーリストメリとも呼ばれる多島海域（英: Archipelago Sea）がある。沿岸の主な島々は以下の通り。
- セウラサーリ
- ラウッタサーリ
- コルケアサーリ
- スオメンリンナ島 (Sveaborg)（要塞島）
- サンタハミナ島（軍事島）
- オーランド諸島（フィンランド自治領）

### イギリス
イギリスは、ブリテン諸島で構成される多島海国家。グレートブリテン島とアイルランド島の2つの大きな島と、その周囲の大小の島々からなる。特にスコットランド地方沿岸には700もの島がある。
- グレートブリテン島
- アイルランド島
- マン島
- ワイト島
- シリー諸島
- オークニー諸島
- シェトランド諸島
- フェア島
- ヘブリディーズ諸島
- アングルシー島
- リンディスファーン島
- アラン諸島
- ランディ島（ブリストル海峡内）
- チャンネル諸島（イギリス海峡内）

### 北アメリカ
- 北極諸島
  - カナダ北方の北極海に位置し、クイーンエリザベス諸島およびバフィン島、サマーセット島、プリンスオブウェールズ島、ビクトリア島、バンクス島などの36,563もの島を有する。
- ハドソン湾
  - カナダ北東にあり、湾内にはオタワ諸島、ベルチャー諸島、アキミスキ島、サウサンプトン島、コーツ島、マンセル島がある。
- バフィン湾
  - 北極圏にあり、バフィン島、グリーンランド、エルズミーア島に囲まれている。

### カリブ海
カリブ海は、カリブ諸島（西インド諸島）、フランスやオランダではアンティル諸島とよばれる多島海である。アメリカのフロリダ半島南端、および、メキシコのユカタン半島東端から、ベネズエラの北西部沿岸にかけて、少なくとも7000の島、小島、岩礁、珊瑚礁がカーブを描くようにして連なる。
西インド諸島は、次のいくつかの諸島に分けられる。
- バハマ諸島 - 約700の島がある。うち、30の島が有人島。
- アンティル諸島
  - 大アンティル諸島 - キューバからプエルトリコにかけての比較的大きな島々の東西の連なり。
  - 小アンティル諸島 - 大アンティル諸島の東端から南アメリカ大陸にかけての比較的小さな島々の連なり。
    - リーワード諸島 - 小アンティル諸島の北側の島々。
    - ウィンドワード諸島 - 小アンティル諸島の南側の島々。
    - リーワード・アンティル諸島 - 小アンティル諸島の南西に位置し、ベネズエラ沖にある島々。

### 日本

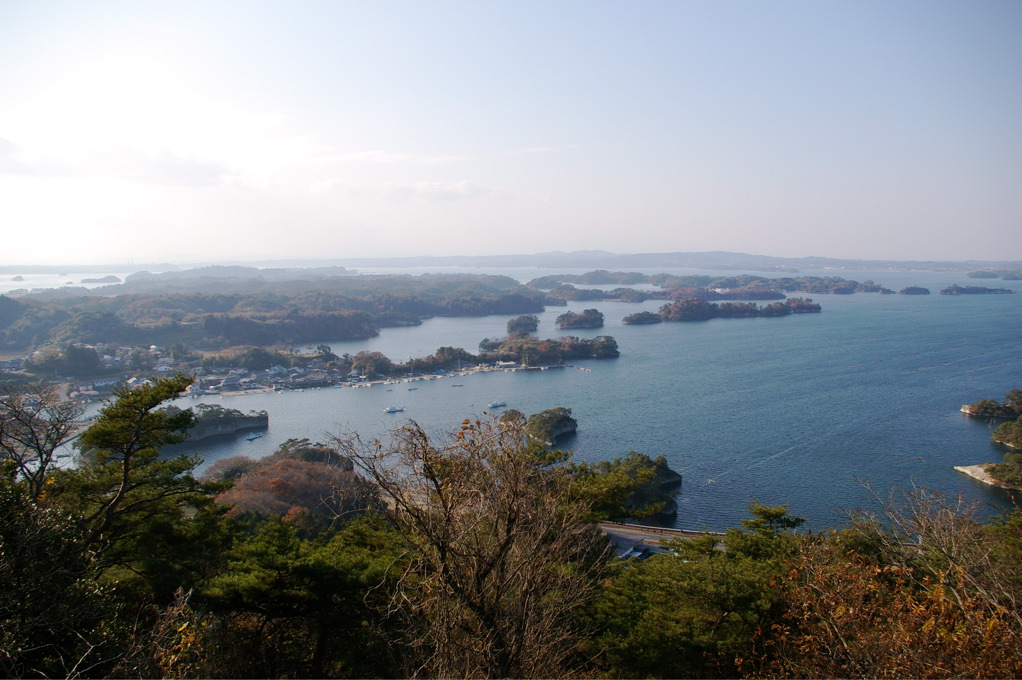
松島

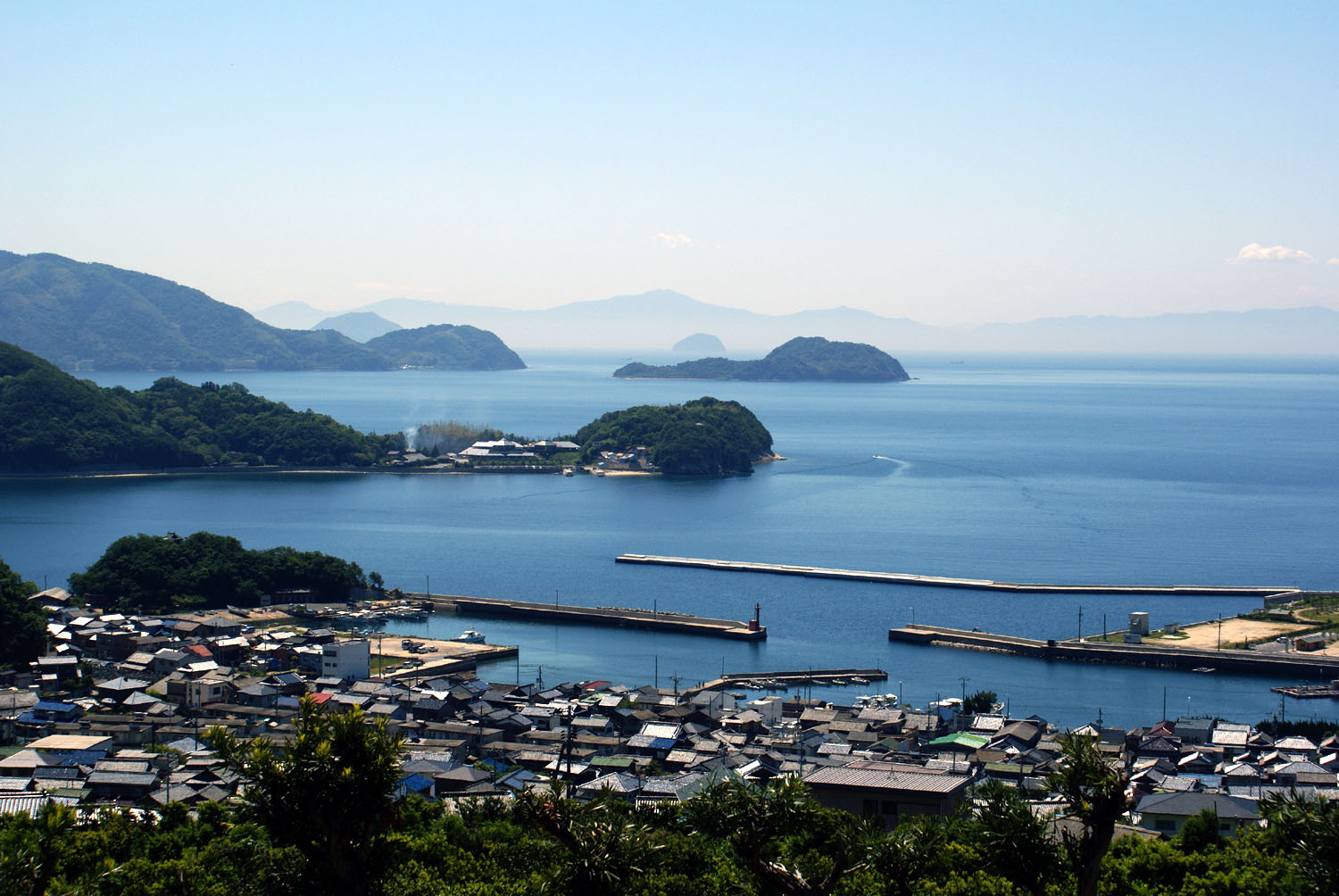
瀬戸内海

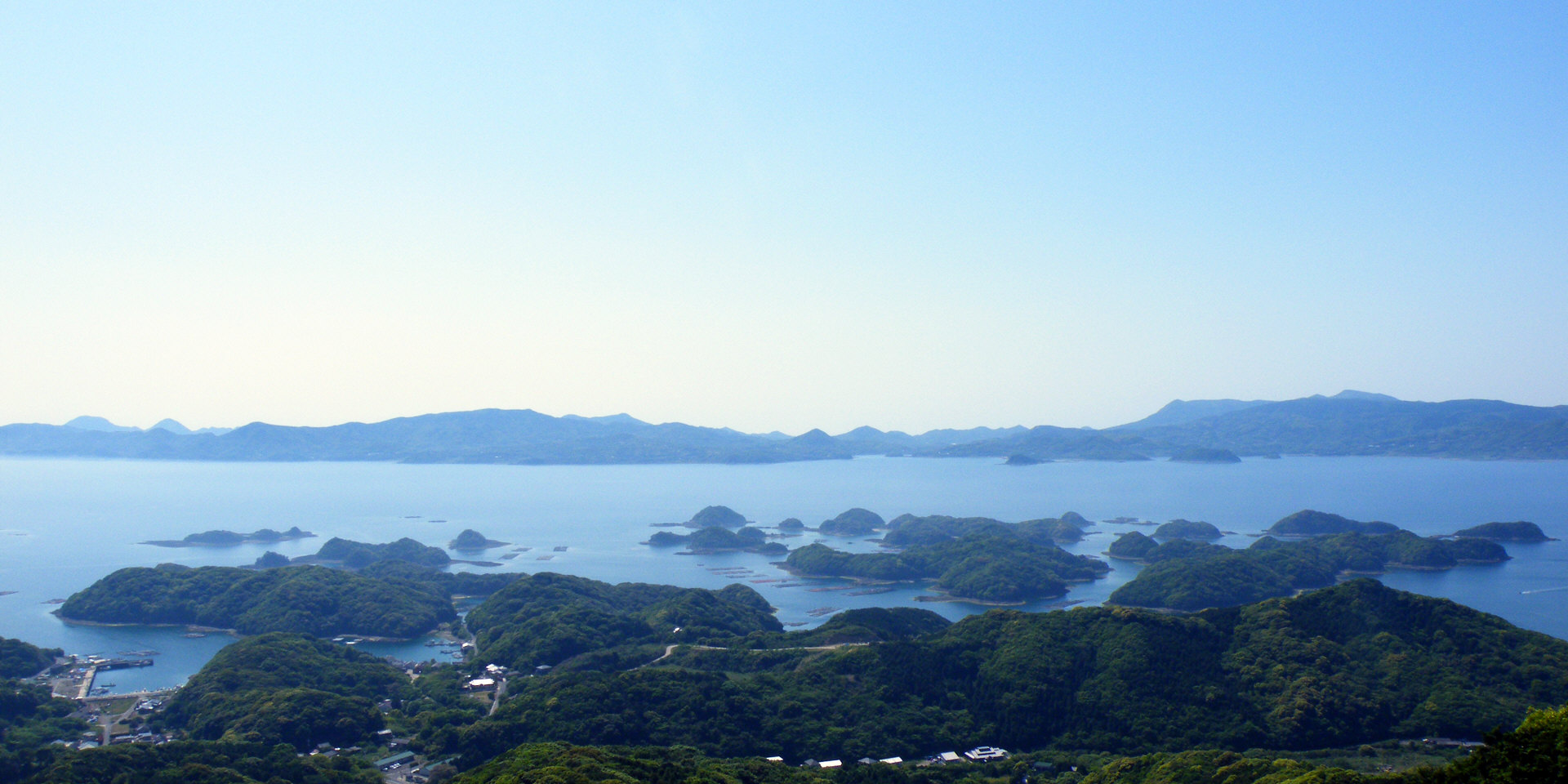
九十九島

日本も多島海国家である。日本の領土はすべて島から成っており、14,125の島々で構成される島国である。
ここでは多島海景観で有名なものを挙げる。
- 松島湾
- 三河湾
- 英虞湾（伊勢志摩国立公園）
- 瀬戸内海
  - 備讃瀬戸
- 宇和海
- 浅茅湾（壱岐対馬国定公園）
- いろは島（玄海国定公園）
- 西海国立公園
  - 九十九島地域
  - 平戸・生月地域
  - 五島列島地域
- 天草（雲仙天草国立公園）
- 琉球諸島

### フィリピン
フィリピンは、大小合わせて7,109の島々から構成される多島海国家である。
- ルソン島
- ヴィサヤス諸島
- ミンダナオ島
- スールー諸島
- 南沙諸島（スプラトリー諸島） - ベトナム、フィリピン、マレーシア、ブルネイ、中華民国（台湾）、中華人民共和国が領有権を主張し、領有権問題を抱える。

### インドネシア
インドネシアは、多数の島嶼を抱え、大小の18,110もの島々により構成される。
- スマトラ島
- ジャワ島
- カリマンタン島（マレーシア側の呼称はボルネオ島）
- スラウェシ島（旧称セレベス島）
- バリ島
- ロンボク島
- スンバワ島
- コモド島
- フローレス島
- ハルマヘラ島
- テルナテ島
- ティモール島
- モルッカ諸島（マルク諸島）
- クラカタウ島
- ニューギニア島 - 西側半分がインドネシア領。インドネシア国内では「パプア」「イリアン」と呼ばれる。
- ビンタン島

### その他
- チリのパタゴニア地方沿岸にも多島海地域がある[8]。
- 韓国の全羅南道沿海部には多島海海上国立公園がある。
- ニュージーランドは北島と南島の2つの主要な島と多くの小さな島々で構成される。
- スウェーデン、フィンランド、ノルウェー、カナダ等の北極圏にある国は、海岸線にフィヨルドからなる多数の島々をもつ。ただし大部分は人間が生活できる環境ではないことや一年の大半を棚氷や海氷に覆われていることにより多島海とは認識され辛い。

## 多島海文明
経済史家の川勝平太は、『文明の海洋史観』や『文明の海へ』といった著書において、近代文明の勃興には海洋国家（ヴェネツィア、ポルトガル、スペイン、オランダ、イギリス）が大きく関与したとし、「海洋史観」を提唱している。そのなかで、「多島海文明」という概念を提出し、世界史は「陸の文明」から、「海洋への離陸期」の近代を経て、「多島海文明」に向かっているとした。また「西太平洋世界は多島海である」とする「西太平洋の多島海文明」についても言及した。

## 人文思想における多島海
人類学者の今福龍太は『群島—世界論』において、カリブ海出身の詩人エドゥアール・グリッサンなどを紹介しながら、「カリブ海の詩人たちは、どこに生まれようと、ついには群島的な出自を持つにいたる。それぞれの故郷である固有の島にたいする生得的な帰属は、あるとき、より広汎で接続的な、カリブ海島嶼地域全体にたいする帰属意識へと置き換えられる。そして彼らの住み処はこの多島海、この群島全体にひろがってゆく。」とカリブ海の詩と多島海との関係について考察している。

## フィクションにおける多島海
フィクション作品においても『ゲド戦記』の「アースシー」や『アタゴオル』の「銀しぶき海」など、架空の多島海を舞台にしたり、架空の多島海が登場したりする作品がある。